# Población de Campos
Población de Campos es una localidad y municipio de la provincia de Palencia (Castilla y León, España) ubicada en el Camino de Santiago junto al cauce del río Ucieza.
El municipio, dedicado básicamente a la agricultura, ha visto cómo su red de caminos rurales era renovada en estos años. Los cultivos de secano ocupan la mayor parte de los terrenos productivos, si bien la zona destinada a regadío bien pudiera incrementarse con el arreglo del deteriorado sistema de acequias.

## Historia
Desde mediados del siglo XII, Población de Campos fue señorío de la Orden hospitalaria y militar de San Juan de Jerusalén o Caballeros de Rodas y Malta. La prueba documental que lo certifica es un privilegio otorgado por Alfonso VII de León en Salamanca el 24 de junio de 1140 por el que entregaba a la Orden del Hospital la villa de Población. El señorío y jurisdicción de los sanjuanistas no tardó mucho en establecerse sobre la villa que poco tiempo después quedó constituida en cabeza de la bailía del mismo nombre.
El origen de Población, del latino “Populatio”, data de finales del S. IX, aunque seguramente hubiera asentamientos humanos anteriores, como por ejemplo, un poblado de vaceos o una villa romana, así se deduce de los hallazgos encontrados en término de Loncejares. 
Su ubicación geográfica en un alto incluso da pensar que acaso dispuso de murallas y un castillo como defensa de enemigos. De ahí el nombre del “Castillo” a su barrio más elevado. O la Puerta del Sol, puerta de su antigua muralla seguramente. Desde el S. X sería cruzado Población por lo peregrinos del Camino de Santiago, de ahí su calle francesa. 
En época de apogeo del Camino de Santiago tuvo dos hospitales, uno conocido como de Nuestra Señora de la Misericordia y el de San Miguel. 
A finales del siglo XVI Población tenía 154 vecinos y en 1751 bajó a 106; en 1900 disponía de 861 habitantes, en 1930 de 735, en 1960 volvió a descender a 500.

### Siglo XIX
Así se describe a Población de Campos en la página 91 del tomo XIII del Diccionario geográfico-estadístico-histórico de España y sus posesiones de Ultramar, obra impulsada por Pascual Madoz a mediados del siglo XIX:

POBLACION DE CAMPOS

Villa con ayuntamiento en la provincia y diócesis de Palencia (8 leguas), partido judicial de Carrión de los Condes (1), audiencia territorial y capitanía general de Valladolid (16).
Situada la mitad de la población en la falda de una colina, y la otra en el llano que hay entre esta y el río Ucieza, de manera que en las frecuentes avenidas que el río tiene tocan las aguas con las casas. Su clima es poco frío, con buena ventilación y bastante sano.
Consta de 160 casas de mediana construcción; una escuela de niños concurrida por 40, dotada con 1.500 reales del fondo de propios; 2 pósitos, uno nacional y otro pío, el primero con 408 fanegas de trigo y el segundo 32; 2 fuentes, de las que se abastece el vecindario; iglesia parroquial (Santa María Magdalena) servida por un cura de segundo ascenso, y dos beneficiados.
Confina el término por N con el de Villovieco; E Frómista; S Amayuelas, y O Rebenga.
El terreno es llano en su mayor parte y medianamente productivo lo de secano, y una pequeña porción que se riega es muy feraz; hay un arbolado de chopo bien conservado, y el río Ucieza corre por su terreno de N a S aterrando a los moradores con las frecuentes desbordaciones que ocasiona en el invierno; tiene un puente de piedra con 6 arcos cerca de la población.
Los caminos son locales y en mediano estado. La correspondencia se recibe de la capital de partido.
Producciones: trigo, cebada, centeno, avena, legumbres y vino; se cría ganado lanar, mular y asnal; caza de liebres, perdices y conejos, y pesca de anguilas, barbos y escachos.
Industria: la agrícola.
Comercio: la venta de granos para las fábricas de harina del Canal y de vino para las montañas, e importación de artículos de consumo diario.
Población: 140 vecinos, 728 almas.

Capital productivo: 390.560 reales. Imponible: 20.780. El presupuesto municipal asciende a 2.000 reales, el que se cubre con los productos del derecho de vino.

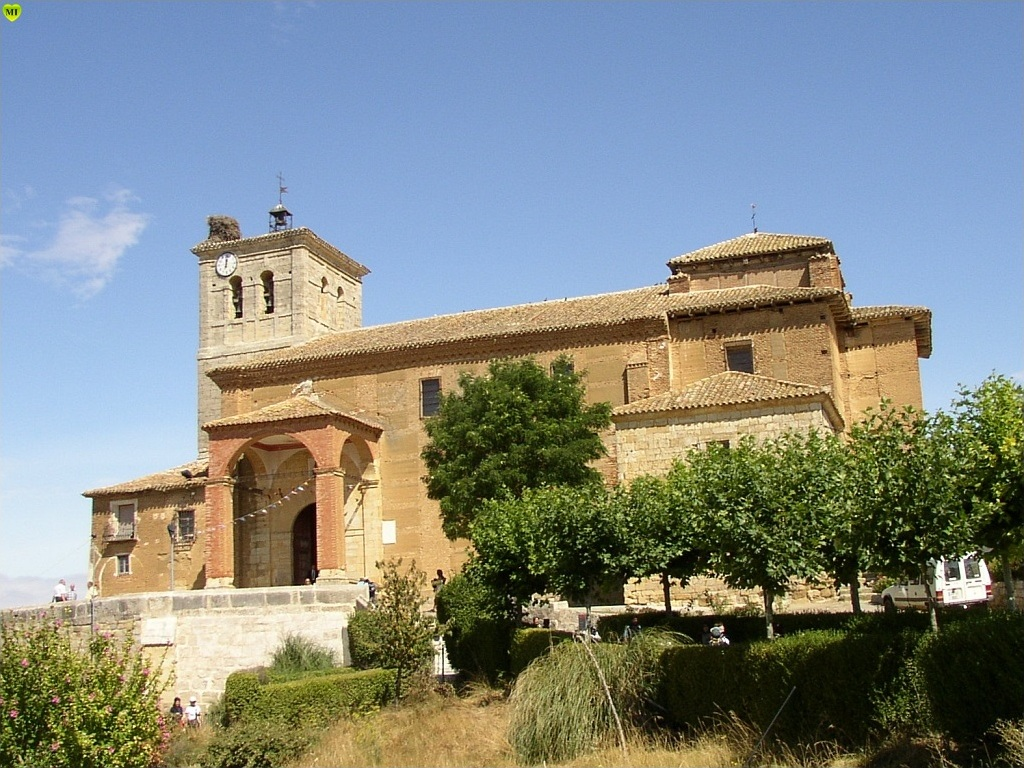
Iglesia de Santa María Magdalena

## Geografía humana

### Demografía
Cuenta con una población de 122 habitantes (INE 2024).
| Gráfica de evolución demográfica de Población de Campos entre 1842 y 2021                                             |
| |
| Población de derecho según los censos de población del INE. Población de hecho según los censos de población del INE. |

| 1900 | 1910 | 1920 | 1930 | 1940 | 1950 | 1960 | 1970 | 1981 | 1991 | 2018 |
| 861  | 832  | 660  | 735  | 658  | 624  | 500  | 340  | 271  | 228  | 131  |

## Monumentos y lugares de interés
Iglesia de Santa María Magdalena
En la parte más alta del pueblo se encuentra la iglesia parroquial de Santa María Magdalena, patrona del pueblo. Aunque ya aparece mencionada en algunos documentos del siglo XIV, el edificio actual debió ser proyectado en el XVI, añadiéndose después la Capilla de San Juan Bautista en el lado del evangelio (segunda mitad del siglo XVII) y la torre (1661). El aspecto actual se debe en gran medida a las reformas efectuadas entre 1749 y 1753. En su interior destacan la pila bautismal del siglo XIV, la del agua bendita del XV y varios retablos del siglo XVIII. De estilo barroco, con tres naves, destacando sobre el caserío, pues posiblemente ocupó el antiguo solar donde se ubicara la ya desaparecida fortaleza de los caballeros hospitalarios. Dentro del templo destaca, entre otras obras de arte, su retablo mayor, presidido por una Magdalena Penitente del siglo XVIII, y recordar que en el Museo Diocesano de Palencia se puede admirar una pequeña pintura sobre tabla que representa al 'Ecce Homo', originaria de esta parroquia y que se atribuye al famoso pintor flamenco Jan Provost. En 1620 se cayó su torre y en 1749 se inició su gran restauración para terminarse en 1757. Sufrió el incendio de 1985, con la pérdida de algunas piezas de gran importancia. Se terminó de restaurar en 1989.

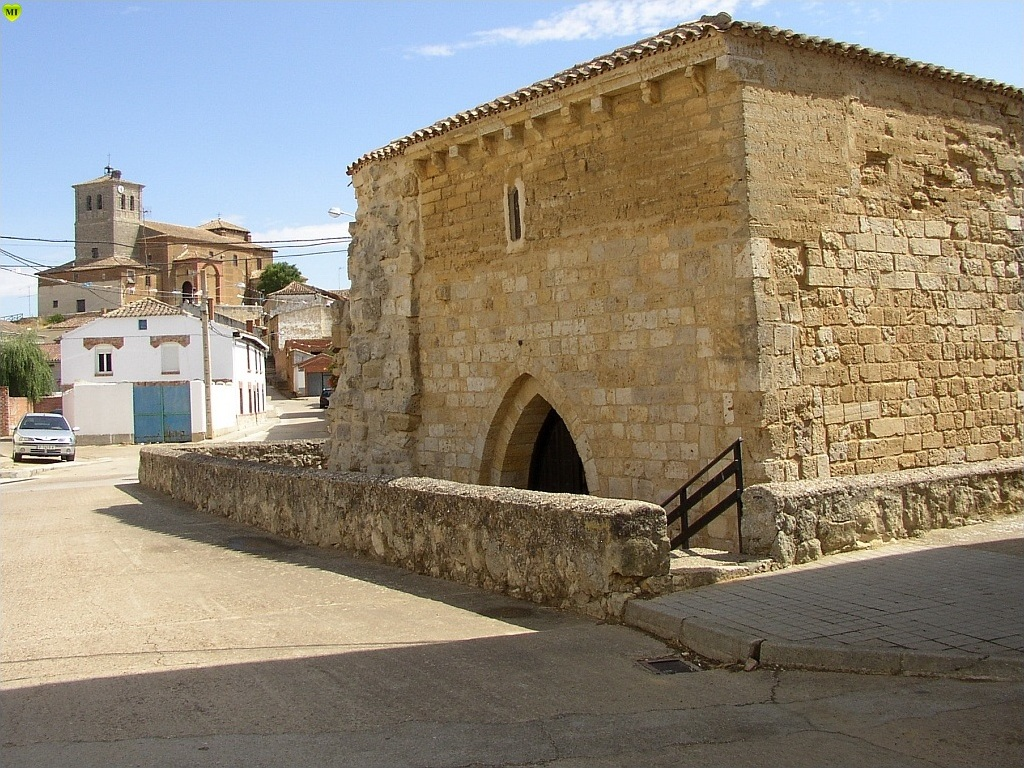
Ermita de Nuestra Señora del Socorro
La ermita de Nuestra Señora del Socorro, belleza prerrománica, data de los siglos XII - XIII y es el único vestigio material que se ha conservado tras casi setecientos años de dominio sanjuanista. En un principio fue una simple capilla aneja a la iglesia de San Pedro, titular de uno de los cinco prioratos que integraban la bailía. A finales del siglo XVIII habían desaparecido por completo los viejos muros de la iglesia, pero no así la antigua capilla de Nuestra Señora que logró mantenerse en pie como un edificio independiente. Por sus características constructivas y decorativas puede abscribirse al tránsito del siglo XII al XIII. Se encuentra a un par de metros por debajo del actual nivel del suelo.

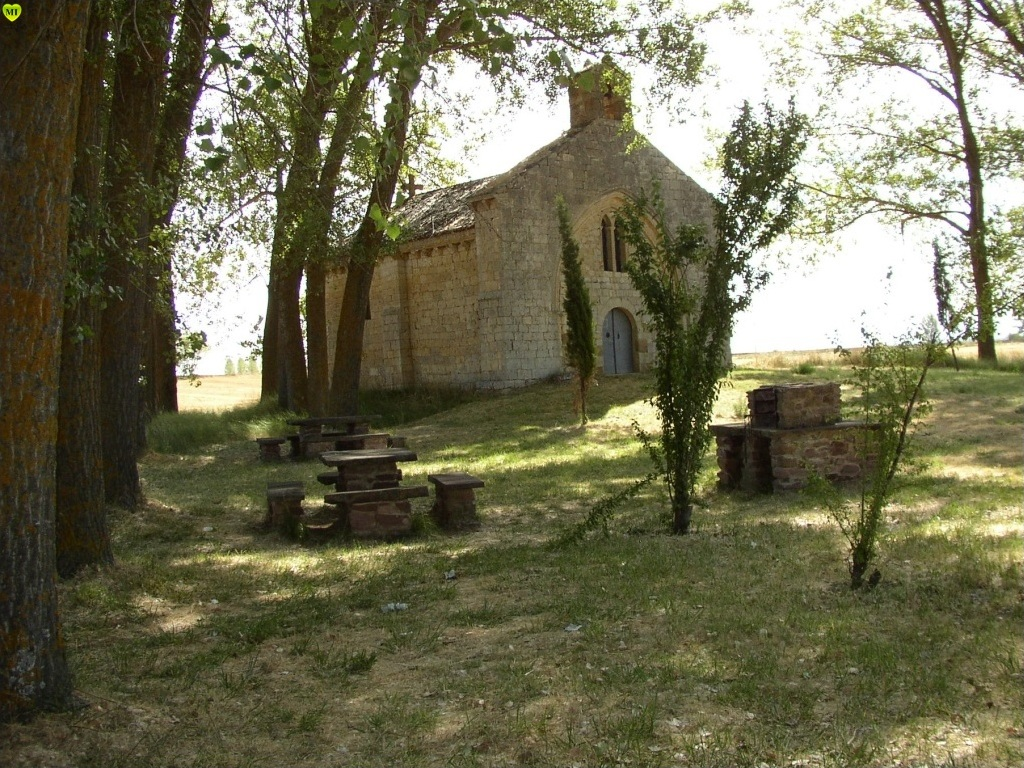
Ermita de San Miguel
Ala salida el pueblo, en un paraje actualmente convertido en zona de recreo, otra ermita, la de San Miguel, atrae la atención del visitante. Es posible que estuviese ya construida en 1227 según se desprende de un documento de docación en el que se menciona "una vinna en Sant Migael de Población, a la puerta de los malatos". Esta referencia indicaría la existencia junto al edificio religioso de un lazareto o malatería para la acogida de leprosos. Se trata de una sencilla y armónica construcción compuesta por una sola nave rematada en cabecera plana. La decoración escultórica se reduce a los canecillos que soportan la cornisa, en su mayor parte de formas geométricas salvo uno adornado con un motivo fálico. Edificio adornado con espadañuela y campanillo. El paraje donde se ubica es de lo más acogedor, pues se rodea de una verde pradera a la cual prestan sombra algunos chopos, bajo los cuales se instalan mesas y hornillos de piedra. 
Puente del siglo XVII en estilo barroco sobre el río Ucieza
Camino de Santiago

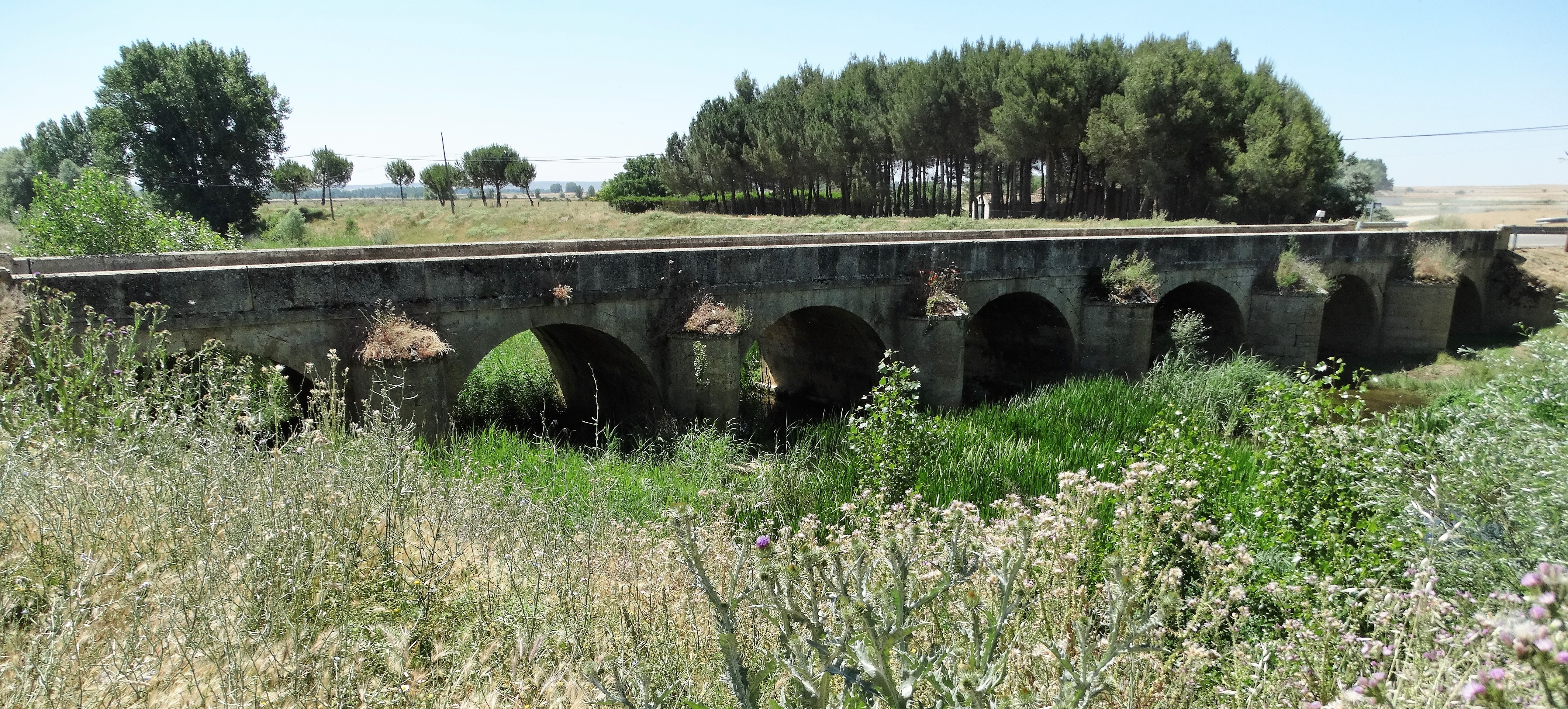
Puente sobre el río Ucieza

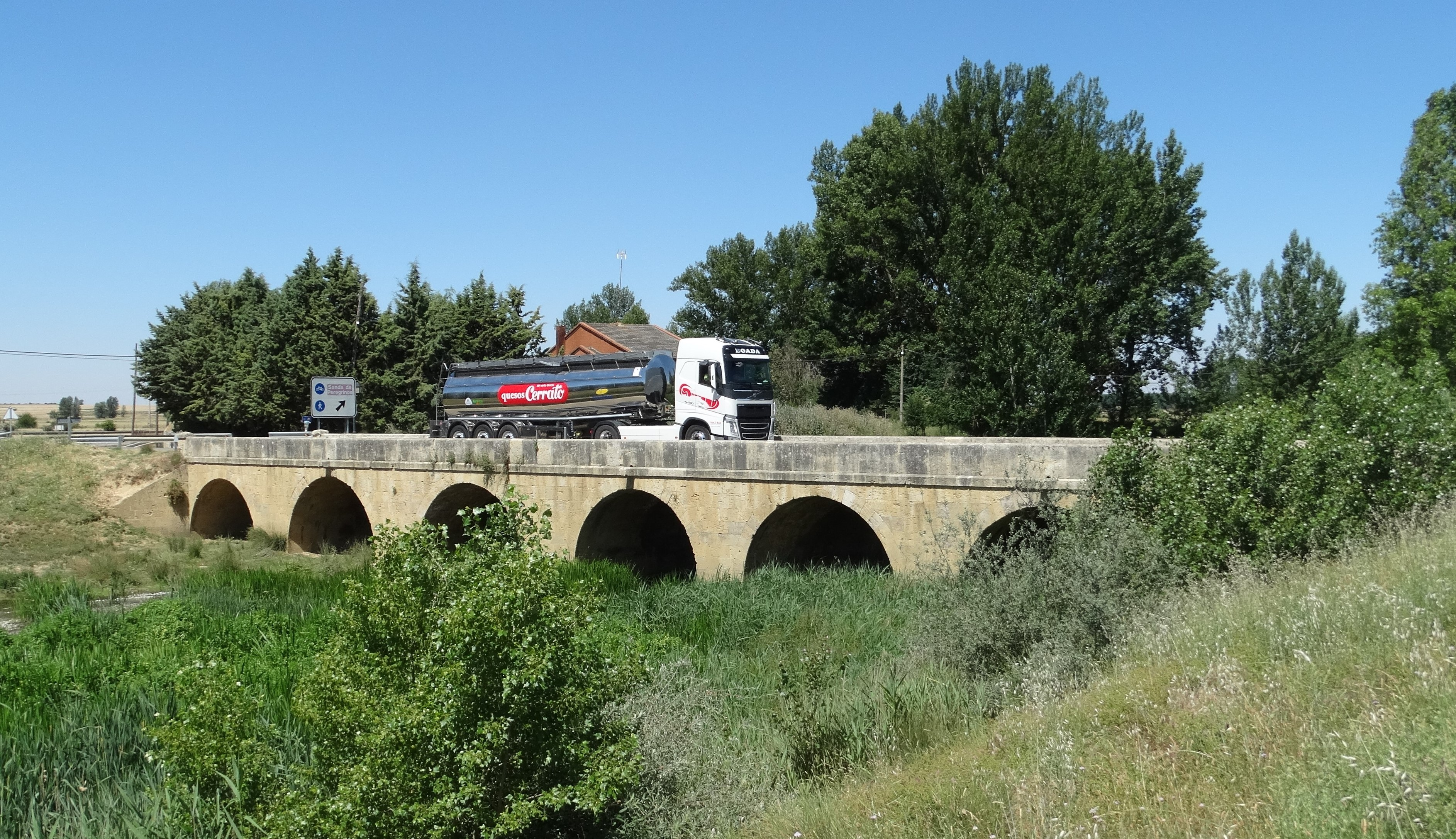
Puente sobre el río Ucieza

Incluido en el trayecto del Camino de Santiago, la localidad de Población de Campos ofrece a los peregrinos de la ruta jacobea un albergue municipal. Las instalaciones del centro, rehabilitado sobre las antiguas escuelas, están preparadas para acoger a algo más de una veintena de viajeros, a los que se les ofrece todos los servicios básicos para descansar.

## Vecinos ilustres
- Manuel Revuelta González (Población de Campos, 1 de enero de 1936): Jesuita y catedrático de Historia contemporánea de España en la Universidad Pontificia Comillas. Es académico de la Institución Tello Téllez de Meneses desde el 4 de mayo de 1992.

- Julio Pérez Ortega (Población de Campos, 1917-Santa Cruz de Tenerife, 2002). Estudioso y escritor de la historia de las Islas Canarias.

- Pedro Gutiérrez, hombre de Población de Campos, habría acompañado a Cristóbal Colón en el descubrimiento del nuevo continente.

- Julio Cayón Heredia, licenciado en Derecho, agricultor de profesión y "labrador de sonetos", de vocación. Poeta. Natural de Amusco 1927-Palencia 2006 , residió durante años en Población de Campos, al que calificó como algo más que su pueblo de adopción. Su obra: "Mis pecados de malversificacion".